# Gianni De Magistris
Gianni De Magistris, född 3 december 1950 i Florens, är en italiensk vattenpolospelare och simmare. Han representerade Italien i OS fem gånger i vattenpolo, nämligen i Mexico City, München, Montréal, Moskva och Los Angeles. I OS-turneringen 1976 tog Italien silver, medan de övriga OS-placeringarna var fyra, sexa, åtta och sjua.
De Magistris valdes in i The International Swimming Hall of Fame 1995. I VM-sammanhang blev det guld 1978, brons 1975 och en fjärdeplats 1973. I frisim har De Magistris tre italienska mästerskap, av vilka det första kom på 1 500 m och de två övriga i lagkapp.
De Magistris ingick i det italienska laget som vann vattenpoloturneringen vid medelhavsspelen 1975.
Dottern Mila De Magistris spelar för Fiorentina Waterpolo, ett lag vars tränare Gianni De Magistris var fram till år 2012.